# Stworzenie Adama
Stworzenie Adama (także Stworzenie człowieka) – fresk autorstwa Michała Anioła znajdujący się na sklepieniu Kaplicy Sykstyńskiej w Watykanie. Znajduje się w środkowym pasie kompozycji, ukazujących sceny z Księgi Rodzaju. Wraz ze Stworzeniem Ewy i Wygnaniem z Raju tworzy trylogię, ukazującą historię pierwszego mężczyzny i pierwszej kobiety. Choć Stworzenie Adama jest czwartym freskiem w kolejności chronologicznej, same sceny z Księgi Rodzaju nie zostały namalowane w takiej kolejności. Stworzenie Adama stanowi zamknięcie triady ukazującej historię Adama i Ewy.

## Opis
Scena była inspirowana Księgą Rodzaju (Rdz 2, 5–7). Kompozycja sceny została podzielona wzdłuż przekątnej i oparta na kontraście między Adamem a Bogiem-Stwórcą. Adam jest idealnie zbudowaną istotą, symbolizującą nieożywioną materię, przeznaczenie człowieka i ludzką tęsknotę za połączeniem się ze Stwórcą. Siedzi on wygodnie na trawie, twarz odwraca w lewą stronę, w lekkim wygięciu obraca się w stronę Stwórcy. Jego ciało opiera się prawym łokciu. Stopa opiera się na ziemi, jest lekko wsunięta pod kolano prawej nogi. Postawa Adama wyraża ufność i poddanie. Wyprostowaną lewą rękę Adam kieruje w stronę Boga.
Po prawej stronie fresku został ukazany Bóg-Stwórca, poruszający się po niebie wraz z kilkoma młodymi postaciami. Bóg jest ukazany jako atletyczny starzec. Ma wyraźne i mocne rysy twarzy, brodę i bujne włosy. W porównaniu do innych wizerunków Boga na sklepieniu, na Stworzeniu Adama jego twarz nie wyraża surowości, a troskę ojcowską. Ciało Stwórcy jest pełne energii. Bóg ma na sobie tunikę lub cienką suknię. Jego wyprostowana prawa ręka jest skierowana w stronę Adama.
Bogu towarzyszą anioły oraz muskularna kobieta. Tożsamość kobiety jest przedmiotem sporów wśród historyków. Postać tę utożsamia się z Ewą, Matką Bożą, alegorią życia, miłości lub alegorią mądrości. Stwórca, aniołowie i kobieta są okryci purpurową peleryną. Z peleryny zwisa zielony szal, opisywany jako alegoria pępowiny.
Środek kompozycji zajmują stykające się palce Boga i Adama. Mający moc stworzenia Bóg przekazuje Adamowi życiodajną energię. Iskra boża przeskakuje z dłoni Boga ku ręce Adama. Dotknięcie palców jest określane jako zapowiedź zstąpienia Ducha Świętego. Poprzez dotyk Bóg pragnie, by Adam był podobny do niego.
Wymiary fresku to 280 × 570 cm. Postacie na fresku mają wyraźnie zaznaczone kontury. Dzięki odpowiednio zastosowanej kompozycji ukazana scena sprawia wrażenie trójwymiarowej. Malując freski na sklepieniu Kaplicy Sykstyńskiej dostrzegalny jest wpływ rzeźbiarstwa Michała Anioła. Postacie na Stworzeniu Adama i na innych freskach charakteryzują się atletyczną budową ciała, wyraźnie zaznaczonymi mięśniami i dążeniem do tego, by sprawiały wrażenie trójwymiarowości. Precyzyjne ukazanie mięśni Adama było możliwe dzięki prowadzonym przez Michała Anioła sekcjom zwłok, które pozwoliły mu zaznajomić się z anatomią człowieka.

## Historia
Stworzenie Adama wchodzi w skład kilkudziesięciu fresków na sklepieniu Kaplicy Sykstyńskiej, namalowanych w latach 1508–1512. Ich zleceniodawcą był papież Juliusz II. Pierwotnie na sklepieniu miały być namalowane wyłącznie wizerunki apostołów, jednak Michał Anioł zdołał przekonać papieża do zmiany programu ikonograficznego. Koncepcja artysty przewidziała namalowanie scen ukazujących postacie ze Starego Testamentu. Historycy sztuki spierają się nad kolejnością powstania fresków. W źródłach datę powstania omawianego malowidła określa się na rok 1510, 1511 lub podaje lata 1508–1512 jako okres, kiedy powstawał cały cykl fresków na sklepieniu Kaplicy Sykstyńskiej. Według legendy, Michał Anioł miał malować wszystkie freski na leżąco. Brytyjski historyk sztuki Andrew Graham-Dixon odrzucił ten przekaz, twierdząc, że Michał Anioł malował je na stojąco. Na skutek wyciągania szyi pod dużym kątem miał cierpieć na skurcze, drgawki i bóle głowy. 
Pod koniec lat 80. XX wieku przeprowadzono renowację fresku.

## Fresk w kulturze popularnej
Stworzenie Adama uchodzi za najbardziej znany fresk na sklepieniu. Jest on również jednym z najczęściej reprodukowanych obrazów o tematyce religijnej w historii. Motyw zetknięcia się palców został później powtórzony na plakacie filmu E.T. w reżyserii Stevena Spielberga. W sierpniu 2005 roku Niklas Jansson stworzył parodię obrazu, gdzie Bóg został zastąpiony Latającym Potworem Spaghetti. Z kolei na parodii Jamesa Hance’a pojawia się Jim Henson otoczony Muppetami. Henson wyciąga rękę w stronę Kermita Żaby. Na jeszcze innej parodii postacie Adama i Stwórcy zostały zastąpione Beavisem i Butt-headem.

## Galeria

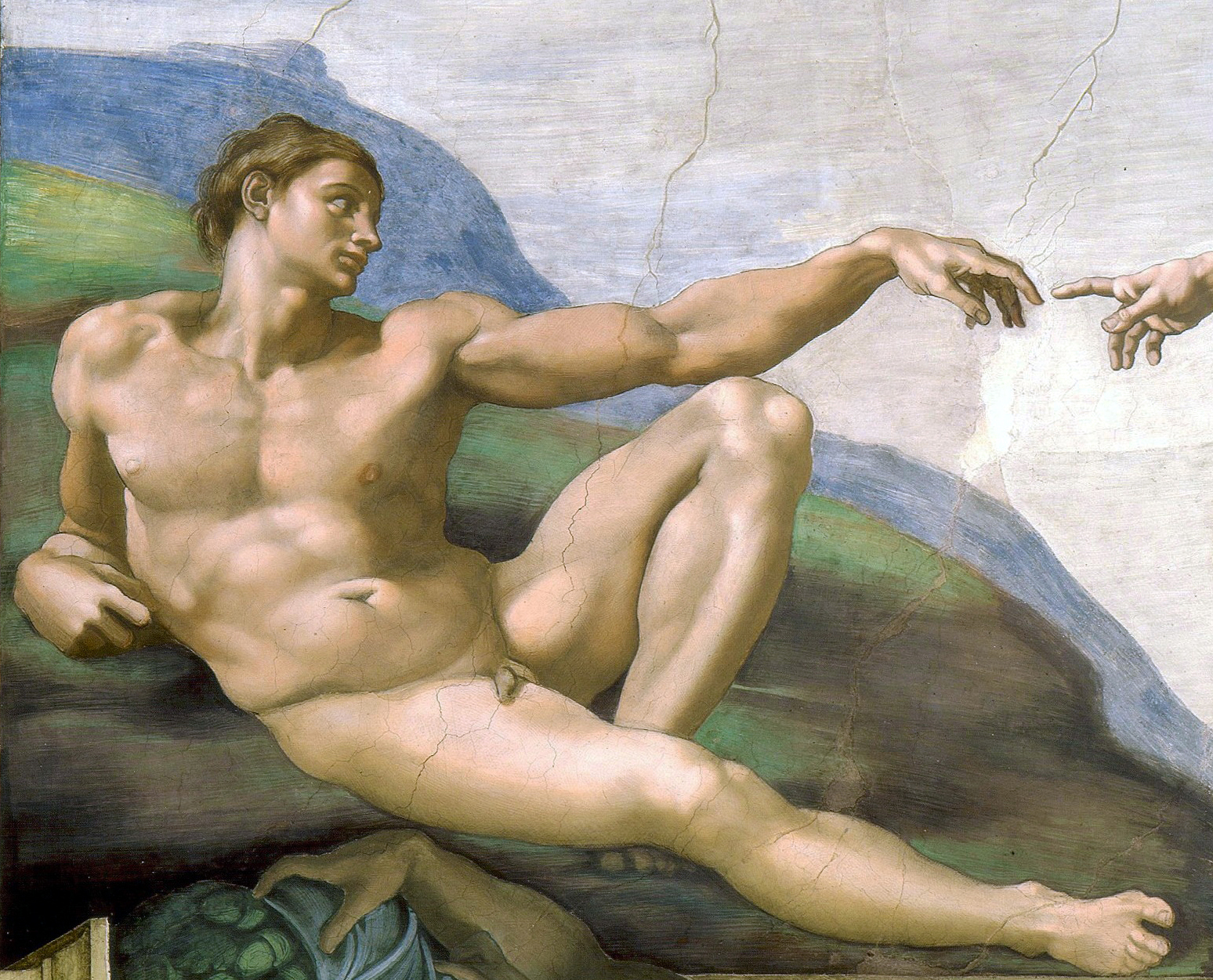
Adam
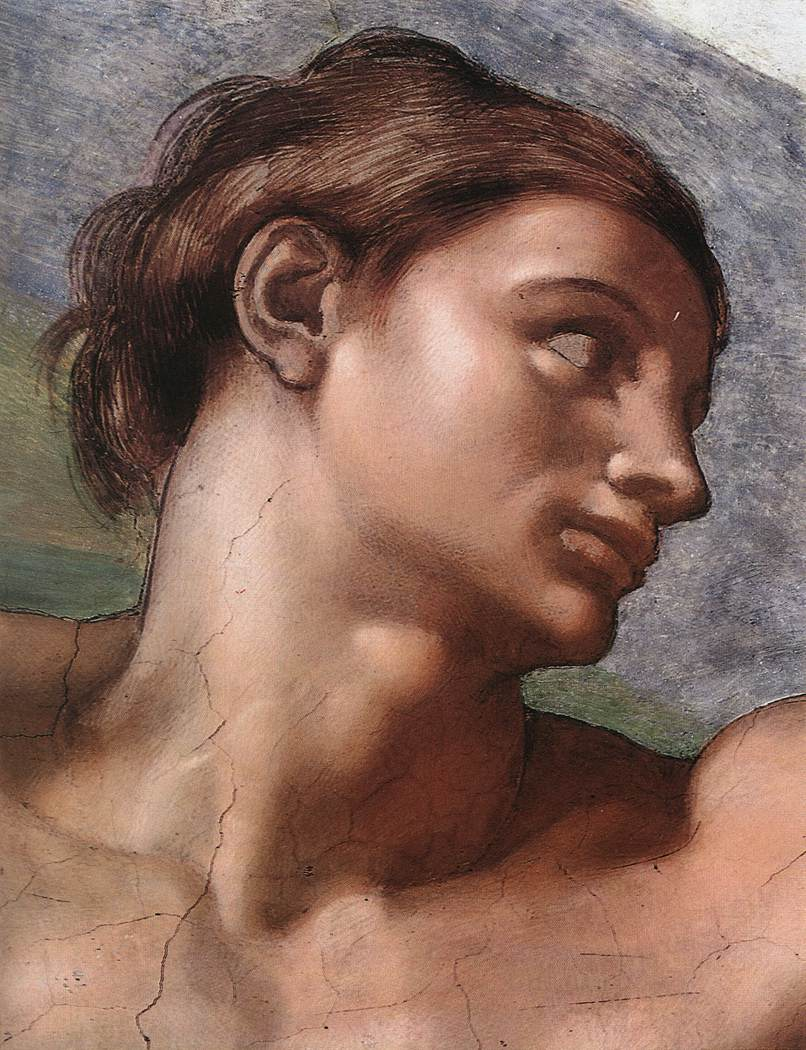
Twarz Adama
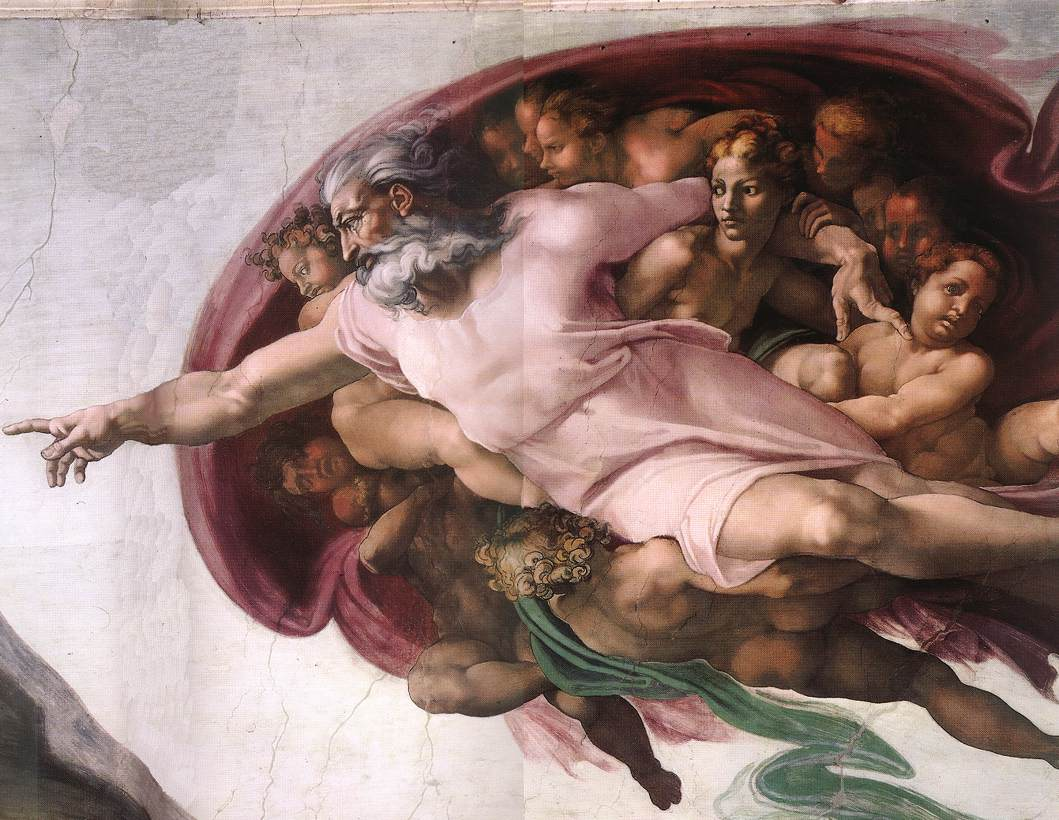
Bóg Ojciec otoczony przez anioły i kobietę
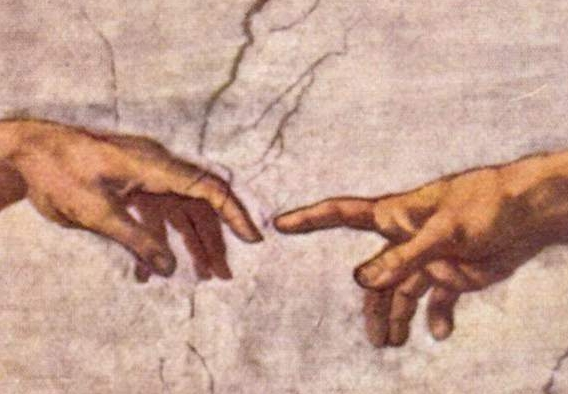
Lewa ręka Adama i prawa ręka Boga; uwagę zwraca tutaj charakterystycznie wyciągnięty palec Boga
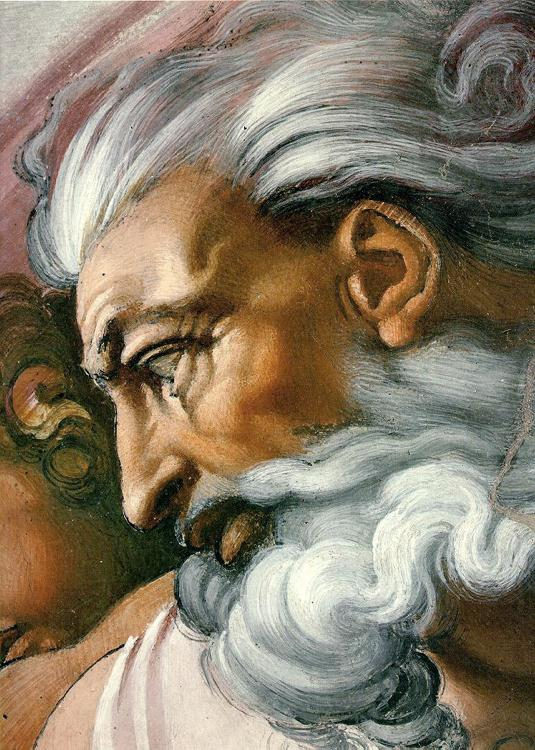
Twarz Boga
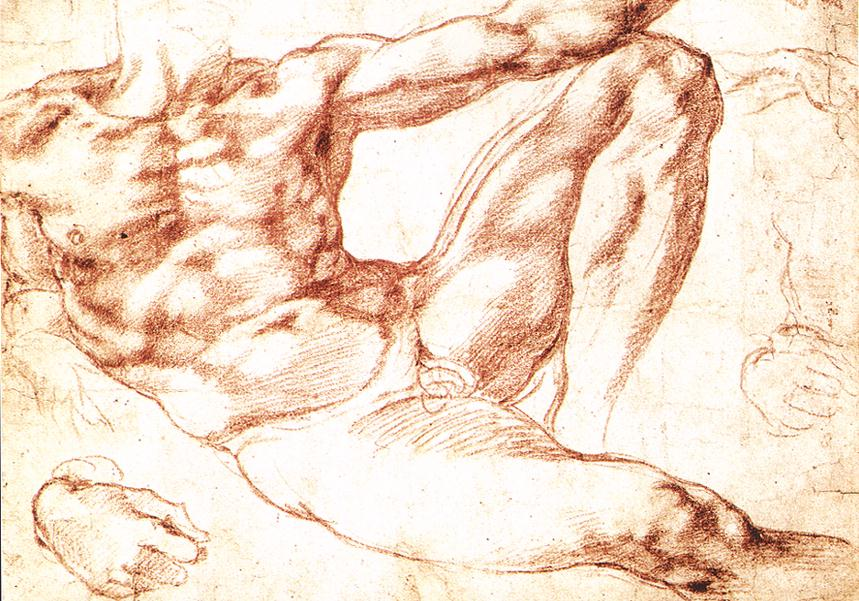
Studium do postaci Adama
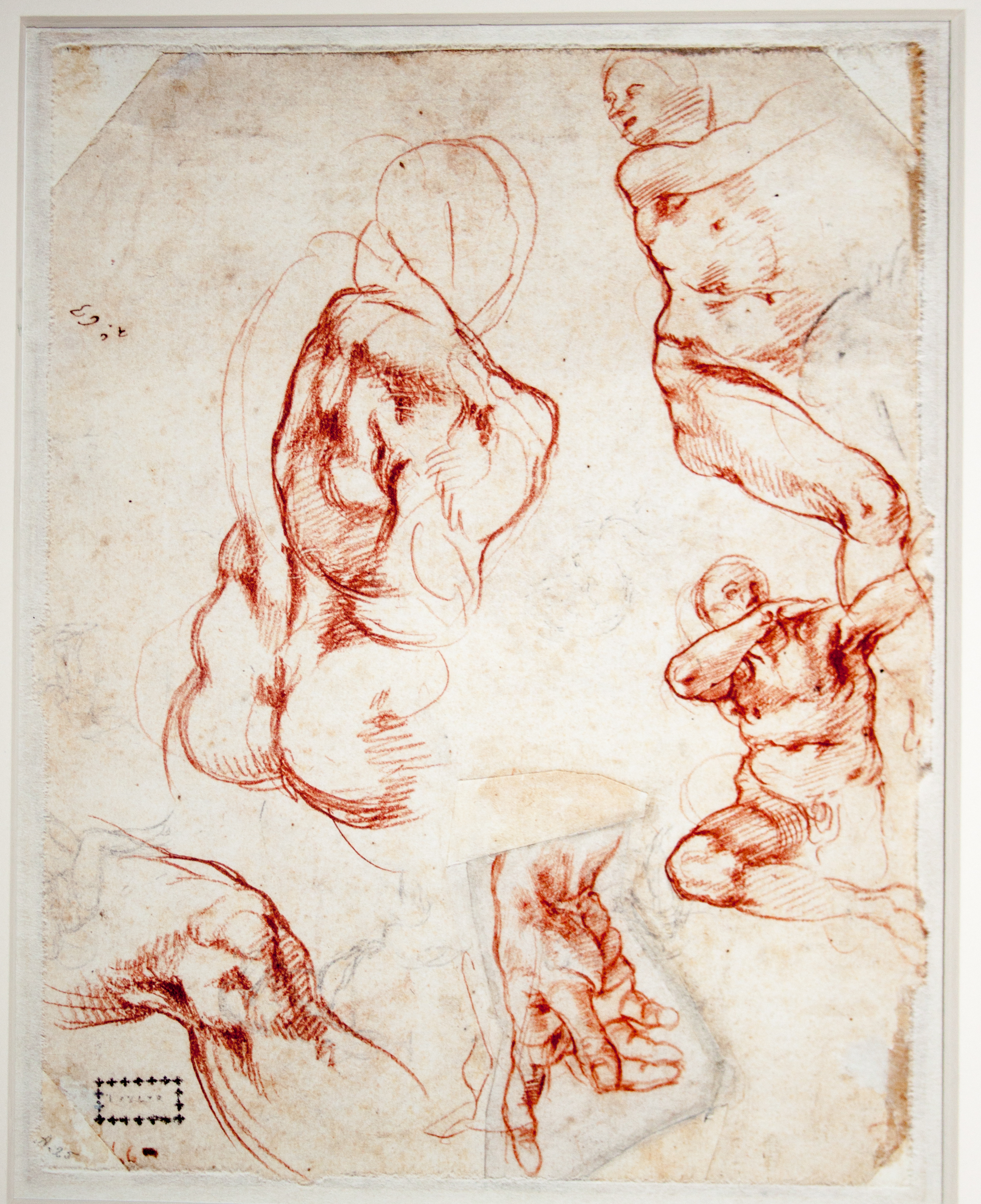
Studium do ręki Boga